# FC 98 Hennigsdorf
Maillots
Le FC 98 Hennigsdorf est un club allemand de Football localisé dans la ville d’Hennigsdorf, au Nord-Ouest de Berlin dans le Brandebourg.
Le club actuel est le fruit d’une fusion, survenue en 1998, entre deux anciens clubs de l’époque de la RDA: le Motor Hennigsdorf et le Stahl Hennigsdorf.

## Histoire
En 1945, tous les clubs allemands furent interdits et dissous par les Alliés. (voir Directive n°23)

### BSG Stahl Hennigsdorf
Le club fut créé en 1948 comme une large entité omnisports comprenant près de 27 disciplines différentes dont le football, mais aussi le rugby à XV. Ce club fut rattaché aux aciéries et laminoir VEB Stahl-und Walzwerk Hennigsdorf et reçut le nom de BSG Stahl Hennigsdorf.
La section rugby à XV remporta 25 fois le titre est-allemand. Depuis la réunification allemande, elle fait toujours partie du club d’origine renommé SV Hennigsdorf 1948. Elle monta deux fois dans la Bundesliga de la discipline.
En 1952, la section football du BSG Stahl Hennigsdorf fit partie des 12 clubs fondateurs de la Bezirksliga Potsdam, une ligue située à ce moment au 3e niveau de la hiérarchie du football est-allemand. De 1955 à 1963, cette série recula au niveau 4 après la scission de la DDR-Liga en I. DDR-Liga et en II. DDR-Liga.
Au terme de la saison 1961-1962, Stahl Hennigsdorf remporta le Groupe 1 de la Bezirksliga Potsdam et monta en II. DDR-Liga. À la fin de la saison suivante, le II. DDR-Liga fut supprimée. Le club retrouva donc la Bezirksliga Potsdam qui redevint le 3e niveau.
En 1969, le club remporta la Bezirksliga Potsdam, mais ne décrocha pas de promotion lors du tour final. Par contre, en 1971, le titre retrouvé lui offrit une place en DDR-Liga.
Six ans plus tard, le BSG Stahl Hennigsdorf remporta le Groupe B de la D2 est-allemande, mais ne parvint pas à accéder à la DDR-Oberliga. Il fut devancé lors du tour final par BSG Wismut Gera et BSG Chemie Böhlen (À cette époque, la Division 2 est-allemande comptait 5 groupes et un tour final désignait les 2 promus).
À la fin du championnat 1983-1984, les compétitions furent encore une fois réformée. La DDR-Liga fut réduite de 5 à 2 groupes. Le BSG Stahl Hennigsdorf qui termina seulement 9e sur 12 dans le Groupe B ne fut pas retenu et retourna en Bezirksliga Potsdam.
Stahl Hennigsdorf resta dans les équipes de tête (vice-champion 1985 et 1987) et conquit le titre en 1988 pouvant ainsi remonter.
La saison suivante, le club assura de justesse son maintien en DDR-Liga qui prit le nom de NOFV-Liga dans le courant de la saison 1989-1990. Le club fut alors renommé FSC Stahl Hennigsdorf.
À la fin du championnat 1990-1991, 9e sur 16, le FSC Stahl Hennigsdorf fut reversé en Oberliga Nordost, soit 3e niveau du football allemand réunifié.
Relégué en 1992, par manque de moyens financiers (13e sur 18, il était sportivement sauvé), le club devenu le FC Stahl Hennigsdorf fut replacé plus bas dans la hiérarchie. À la fin de la saison 1995-1996, il remonta en Landesliga Brandenburg, soit au niveau 6.
En 1998, il fusionna avec son voisin du Motor Hennigsdorf pour former le FC 98 Hennigsdorf.

### BSG Motor Hennigsdorf

Ancien logo du BSG Motor Hennigsdorf

Le club fut fondé en 1948 sous l’appellation Zentrale Sportgemeinschaft Hennigsdorf ou ZSG Hennigsdorf. Ce club était rattaché aux ateliers de fabrication de matériel ferroviaire et électronique VEB Lokomotivbau Elektrotechnische Werke (LEW) Hans Beimler. En 1950, il fut renommé Lokomotivbau Elektrotechnische Werke Hennigsdorf ou LEW Hennigsdorf puis peu après il devint le BSG Motor Hennigsdorf.
En 1952, la section football du BSG Motor Hennigsdorf fit partie des 12 clubs fondateurs de la Bezirksliga Potsdam et en fut le premier champion. Cette ligue était située à ce moment au 3e niveau de la hiérarchie du football est-allemand.
À la suite du titre remporté, Motor Hennigsdorf accéda à la DDR-Liga mais il fut relégué après une saison, en compagnie du BSG Einheit Pankow. Il reprit directement le titre en Bezirksliga Potsdam mais ne monta pas. D’une part parce que la DDR-Liga était scindée en deux (voir ci-dessus) et d’autre part parce que les autorités est-allemandes avaient décidé de faire disputer les compétitions selon le modèle soviétique (sur une année civile).
Le Motor Hennigsdorf remporta le tour de transition (en Allemand: Übergangsrunde) de 1955 qui ne donnait droit à rien, puis enleva le titre 1956, ce qui lui permit de monter en II. DDR-Liga. Il y resta jusqu’à la disparition de  cette ligue en 1963, moment où il retrouva la Bezirksliga Potsdam.
Le BSG Motor remporta le Groupe 1 en 1964, mais ne parvint à monter via le tour final. Par contre en 1965, il réussit à retourner dans l’antichambre de l’élite. IL y séjourna quatre saisons jusqu’en 1969.
Le cercle remonta en 1972, mais n’assura pas son maintien. Il patienta jusqu’en 1976 pour conquérir nouveau titre et remonter. Ce nouveau séjour en DDR-Liga ne dura que deux saisons. Motor Hennigsdorf poursuivit ses séances d’ascenseur en enlevant le titre en Bezirksliga en 1979. Trois nouvelles saisons en Division 2 suivirent. Ce furent les dernières.
Après la réunification allemande, le BSG Motor Hennigsdorf recula dans la hiérarchie. En 1993-1994, il remporta le titre en Landesliga Branbenburg-Nord, soit à ce moment le 5e niveau de la hiérarchie du football allemand réunifié. En "montant", il resta en fait au même niveau, car à cette époque furent instaurée les Regionalligen en tant que Division 3. Il joua deux saisons en Verbandsliga Branbenburg puis redescendit.
Le remporta directement le titre et put retourner au 5e étage. À la fin de la saison 1997-1998, il assura son maintien en Verbandsliga Branbenburg grâce à une belle 5e place sur 18. Ensuite, il fusionna avec son voisin du FC Stahl Hennigsdorf pour former le FC 98 Hennigsdorf.

### FC 98 Hennigsdorf
Le FC 98 Hennigsdorf évolua en Verbandsliga Branbenburg jusqu’au terme du championnat 2004-2005. Il fut relégué en Landesliga Branbenburg Nord.
En 2008, cette ligue recula au 7e niveau à la suite de la création de la, au 3e étage. À la fin de l’exercice 2008-2009, le club termina vice-champion.
En 2010-2011, le FC 98 Hennigsdorf évolue toujours en Landesliga Branbenburg Nord et occupa la tête du classement à la mi-championnat.

## Palmarès

### Stahl Hennigsdorf
- Champion de la Bezirksliga Potsdam, Groupe 1: 1962.
- Champion de la Bezirksliga Potsdam: 1969, 1971, 1988
- Champion de la DDR-Liga, Groupe B: 1977

### Motor Hennigsdorf
- Champion de la Bezirksliga Potsdam: 1953, 1955, 1956, 1964, 1965, 1972, 1976, 1979.
- Champion de la Landesliga Brandenburg-Nord: 1994, 1997.

## Localisation

Localisation d’Hennigsdorf dans la "Bezirksliga Potsdam"

## Anciens joueurs
- Michael Hartmann
- Werner Heine
- Günter Hoge
- Eberhard Janotta
- Frank Jeske
- Günter Konzack